# Daniel Wildenstein
Daniel Leopold Wildenstein (ur. 11 września 1917 w Verrières-le-Buisson, zm. 23 października 2001 tamże) – francuski marszand, historyk sztuki i hodowca koni. Był trzecim członkiem rodziny, który kierował Wildenstein Galleries.